# نيكي فولر
نيكي فولر (بالإنجليزية: Nikki Fuller)‏ (ولدت في 23 يناير 1968) لاعبة كمال اجسام أمريكية محترفة، حلت في المرتبة الأولى في عدد من المسابقات منها بطولة جان تانا كلاسيك أي إف بي بي 1992 كما ظهرت على غلاف مجلة كمال الاجسام للسيدات 1993 «ذا ومان».

## روابط خارجية
- نيكي فولر على موقع IMDb (الإنجليزية)
- نيكي فولر على موقع قاعدة بيانات الفيلم (الإنجليزية)

- Official Website
- نيكي فولر في قاعدة بيانات الأفلام على الإنترنت